# Хоенлојбен
Хоенлојбен (њем. Hohenleuben) град је у њемачкој савезној држави Тирингија. Једно је од 61 општинског средишта округа Грајц. Према процјени из 2010. у граду је живјело 1.687 становника. Посједује регионалну шифру (AGS) 16076029.

## Географски и демографски подаци
Хоенлојбен се налази у савезној држави Тирингија у округу Грајц. Град се налази на надморској висини од 395 метара. Површина општине износи 9,5 km². У самом граду је, према процјени из 2010. године, живјело 1.687 становника. Просјечна густина становништва износи 177 становника/km².

## Међународна сарадња
| Мјесто  | Држава  | Врста сарадње | Од    |
| ------- | ------- | ------------- | ----- |
| Цамбана | Италија | партнерство   | 2000. |
| Извор   |         |               |       |